# گوشاب (سرده)
گوشاب، بارهنگ آبی، اوواش (نام علمی: Potamogeton) سرده‌ای آبزی اغلب چندساله از گوشابیان است که بیشتر در آب شیرین می‌روید و دارای زمین‌ساقه است و برگ‌ها اغلب به‌جز در محل گل‌دهی ساقه، متقابل هستند.